# Distretto di Kulai
Ildistretto di Kulai è un distretto della Malaysia, fa parte dello stato dello Johor e il suo capoluogo è la città di Kulai.